# Saccharomycetes
Classe
Ordres de rang inférieur
- Saccharomycetales

Saccharomycetes est une classe dans le règne des champignons, connue également sous le nom d'Hemiascomycetes (ancien nom). Elle constitue l'unique classe du sous-embranchement des Saccharomycotina et contient un seul ordre celui des Saccharomycetales